# 대한민국 민사소송법 제238조
대한민국 민사소송법 제238조는 소송대리인이 있는 경우의 제외에 대한 민사소송법조문이다.

## 조문
제238조(소송대리인이 있는 경우의 제외) 소송대리인이 있는 경우에는 제233조제1항, 제234조 내지 제237조의 규정을 적용하지 아니한다.